# Tragia brevispica
Tragia brevispica är en törelväxtart som beskrevs av Georg George Engelmann och Asa Gray. Tragia brevispica ingår i släktet Tragia och familjen törelväxter. Inga underarter finns listade i Catalogue of Life.